# Phenacoccus insularis
Phenacoccus insularis är en insektsart som beskrevs av Danzig 1971. Phenacoccus insularis ingår i släktet Phenacoccus och familjen ullsköldlöss. Inga underarter finns listade i Catalogue of Life.